# Rullevej
Rulleveje (også kaldet taxiveje) forbinder de forskellige landingsbaner, hangarer, lufthavnsterminaler og andre faciliteter i lufthavne og på flyvepladser. Hver vej er tildelt et unikt bogstav, eller kombination af bogstav og tal, som "navn", og når et fly får instruktion af flyveledelsen til at køre (taxie) fra f.eks. terminalen til en startbane, følger der en nøje "ruteplan" med, som piloten skal følge.

## Lys og markeringer
Afstribningen på rullevejen er altid lavet med gul farve, modsat landingsbanerne hvor markeringer på selve banen som oftest er hvide. Midten af rullevejen er markeret med en enkelt, fuld optrukken linje, mens kanterne markeres af dobbelte, fuldt optrukne linjer. Grænsen mellem rullevejen og en landingsbane markeres af fire parallelle, gule linjer; to stiplede og to fuldt optrukne.

I lufthavne der bruges om natten er rullevejenes kanter markeret med blå lys, mens centerlinjen kan være markeret med grønne lys, "indbygget" i selve rullevejens overflademateriale.

Herunder en oversigt over Los Angeles International Airport's fire start-/landingsbaner med forbindende rulleveje: